# Postomino
Postomino [pɔstɔ'minɔ] (deutsch Pustamin) ist ein Dorf in der polnischen Woiwodschaft Westpommern. Das Dorf ist der Verwaltungssitz der Gmina Postomino (Gmina Pustamin) und gehört mit dieser zum Powiat Sławieński (Schlawer Kreis).

## Geographische Lage
Das Dorf liegt in Hinterpommern, etwa 47 Kilometer nordöstlich von Koszalin (Köslin), 15 Kilometer nordnordöstlich von Sławno (Schlawe) und 13 Kilometer südwestlich von Ustka (Stolpmünde).

## Geschichte

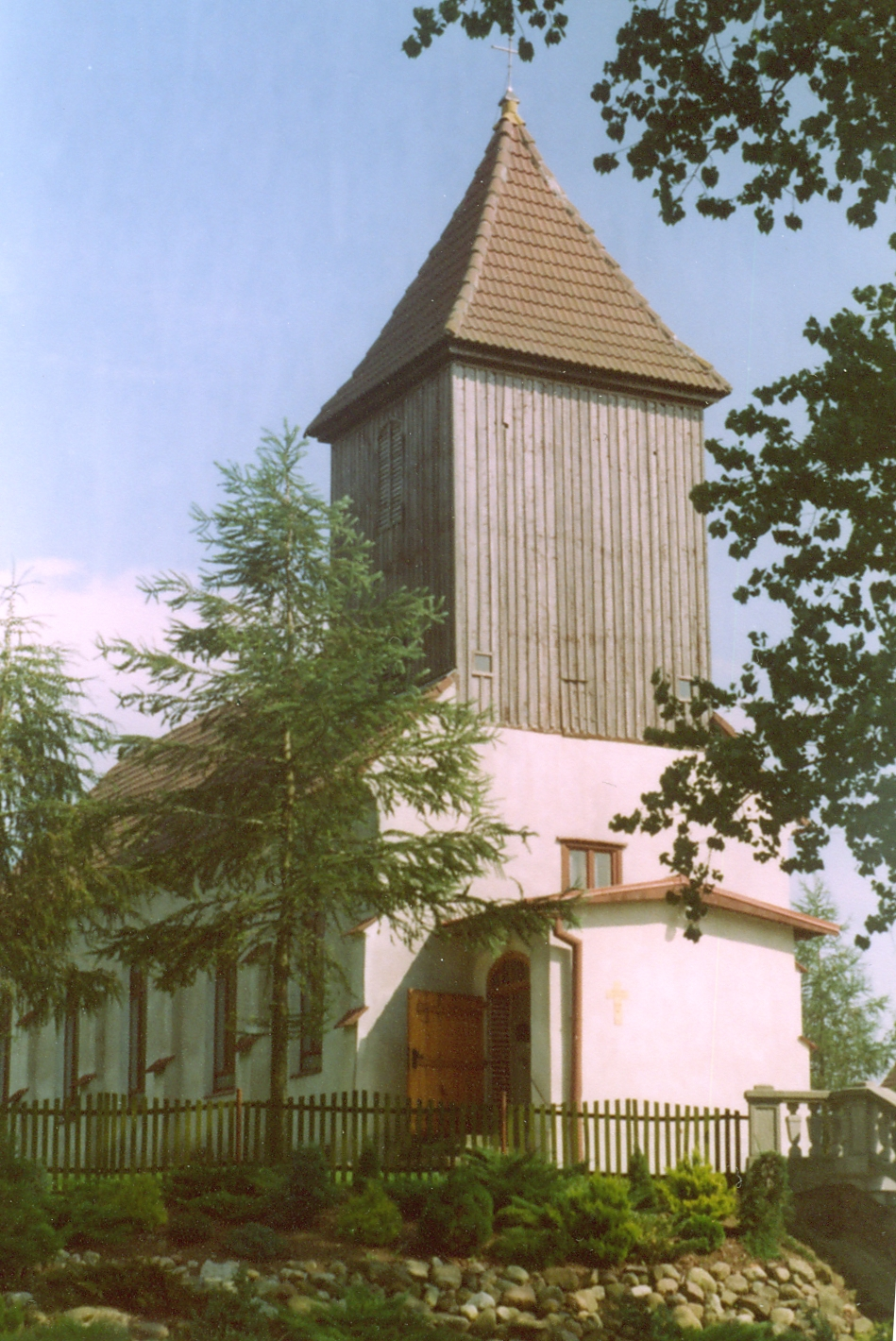
Dorfkirche, bis 1945 Gotteshaus der evangelischen Gemeinde Pustamin (Aufnahme 2004)

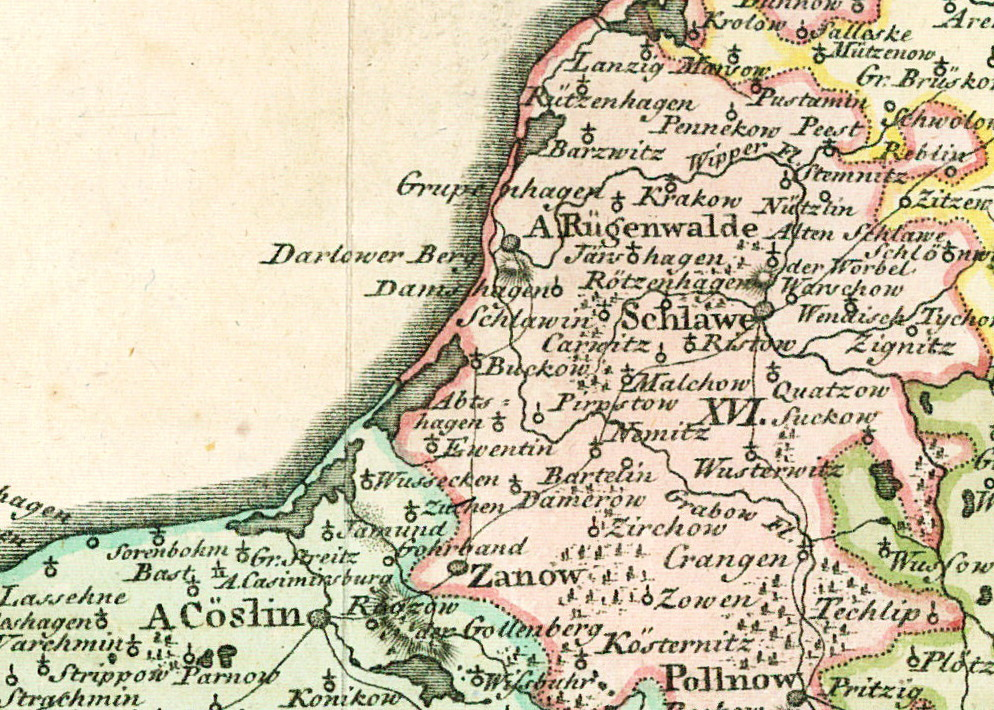
Pustamin nördlich von Schlawe, nördlich der Wipper und nordöstlich von Rügenwalde an der Ostsee auf einer Landkarte von 1794.

Die ehemals Pustamyn bzw. Wendisch-Pustamin genannte Ortschaft ist ein altes Guts- und Bauerndorf. Es ist wendischen Ursprungs, worauf auch die Endung ‚min‘ des Ortsnamens hinweist. Seine erste urkundliche Erwähnung findet sich im Jahr 1301. Bald darauf wird der Ort Besitz der Familie von Below – bis zum Jahr 1792. Danach gehört der Ort wechselnden Besitzern, bis dann 1908 wieder der Name von Below auftaucht.
Im Jahr 1945 gehörte Pustamin zum Landkreis Schlawe i. Pom. im Regierungsbezirk Köslin der preußischen Provinz Pommern des Deutschen Reichs. Der Ort lag direkt an der Grenze zum Landkreis Stolp am Schnittpunkt der Straßen Rügenwalde (heute polnisch: Darłowo) – Stolp (Słupsk) und Stolpmünde (Ustka) – Schlawe (Sławno). Die Ortschaft war Bahnstation an der Bahnstrecke Schlawe–Stolpmünde. Bis 1945 war Pustamin Sitz des Amtsbezirks Pustamin und eines eigenen Standesamtsbezirks.
Bald nach der Besetzung durch die Rote Armee im März 1945 wurde Hinterpommern mit Ausnahme militärischer Sperrgebiete seitens der sowjetischen Besatzungsmacht der Volksrepublik Polen zur Verwaltung überlassen. Es begann danach die Zuwanderung von Polen. Die einheimische Bevölkerung von Pustamin wurde in der Folgezeit von der polnischen Administration vertrieben.
Der Ort ist heute Ortsteil und Verwaltungssitz der Gmina Postomino.

### Demographie
| Jahr | Einwohner | Anmerkungen |
| ---- | --------- | --- |
| 1818 | 370       | adliges Kirchdorf und zwei Katen                                                                                               |
| 1852 | 780       | [ 5 ] |
| 1864 | 903       | am 3. Dezember, Gemeindebezirk und Gutsbezirk zusammen                                                                         |
| 1867 | 599       | am 3. Dezember, ohne den Gutsbezirk Pustamin mit 346 Einwohnern                                                                |
| 1871 | 605       | am 1. Dezember, davon 593 Evangelische und zwölf Juden, ohne den Gutsbezirk Pustamin mit 333 Einwohnern, sämtlich Evangelische |
| 1910 | 419       | am 1. Dezember, ohne den Gutsbezirk Pustamin mit 396 Einwohnern                                                                |
| 1933 | 763       | [ 10 ] |
| 1939 | 706       | [ 10 ] |

| Jahr | Einwohner | Anmerkungen |
| ---- | --------- | ----------- |
| 2010 | 713       | [ 1 ]       |

### Ortsgliederung bis 1945
Vor 1945 bestanden in der die Gemeinde Pustamin sieben Wohnplätze:
1. Dudel, Bauerngehöft, 1 km südlich von Pennekow
2. Grünhof (polnisch: Wykroty), Gutsvorwerk, 2 km östlich von Pustamin, dicht an der Grenze zu Landkreis Stolp, ursprünglich einer der zwei Pustaminer Rittersitze bis 1784
3. Hasenkrug, Bauerngehöft, 2 km östlich des Dorfes, wahrscheinlich ehemaliger Gasthof mit Ausspannung an der Straße Rügenwalde–Stolp
4. Niederwald (Kłośnik), Gutsvorwerk an der Straße Pustamin–Thyn, 2,5 km südlich des Dorfes, angelegt in der Mitte des 19. Jahrhunderts
5. Noras, Bauerngehöft, 1 km nördlich von Pustamin am Weg nach Schlackow am Hang zum Marsower See, hier stand früher die Pustaminer Erbpachtmühle
6. Pustaminer Mühle, Windmühle am Nordende des Dorfes, auf dem Mühlenberg 55 m über NN., heute nicht mehr existent
7. Rabenkrug, Gehöftgruppe südlich des Dudel.

## Kirche

### Evangelische Kirche
Bis 1945 gehörte die Kirchengemeinde Pustamin – mit der Kapellengemeinde Pennekow, ab 1928 auch Mitverwaltung der Kirchengemeinde Marsow – zum Kirchenkreis Rügenwalde der Kirchenprovinz Pommern in der evangelischen Kirche der Altpreußischen Union. Noch bis 1914 war sie dem Kirchenkreis Stolp-Stadt zugeordnet. Das Kirchenpatronat übten die Gutsbesitzer in Pustamin und des Gutes Seehof bei Pennekow aus.
Im Jahr 1817 wurde Pennekow in den Zuständigkeitsbereich der Kirchengemeinde Mützenow verlegt. Dort kam es allerdings wegen des Auftretens des rationalistischen Pfarrers Tischmeyer zum Konflikt, auf dessen gegnerischer Seite der Pennekower Kirchenpatron Heinrich von Below stand. An seiner Person entzündete sich eine neupietistische Erweckungsbewegung („Belowsche Bewegung“). Erst 1863 wurden Pustamin und Pennekow wieder vereint.
Im Jahr 1940 zählte die Kirchengemeinde Pustamin 1525 Gemeindeglieder, von denen 800 in Pennekow lebten (zuzüglich 1000 Gemeindeglieder in Marsow). Die Kirchenbücher sind seit 1945 verschollen, nachdem auch schon ein großer Teil im Jahr 1879 beim Brand des Pfarrhauses vernichtet worden ist.
Heute gehört Postomino zur Parochie Słupsk (Stolp) der Evangelisch-Augsburgischen Kirche in Polen.

### Römisch-katholische Kirche
Durch den Bevölkerungsaustausch nach 1945 ist die Konfessionszugehörigkeit der seitdem in dem Ort lebenden polnischen Bevölkerung überwiegend römisch-katholisch. Pfarrort war zunächst Słupsk (Stolp). Seit 1973 besteht die Pfarrei St. Florian in Postomino. Sie gehört zum Dekanat Ustka (Stolpmünde) im Bistum Köslin-Kolberg der Katholischen Kirche in Polen. Zur Pfarrei gehören die beiden Filialkirchen Marszewo (Marsow) und Pieńkowo (Pennekow).

### Pfarrkirche
Das Gründungsdatum der Kirche liegt im Dunkeln. 1783 wurde sie nach einer gründlichen Restauration neu eingeweiht. Bis heute weist sie wertvolle Schnitzarbeiten an Altar und Taufstein auf. Als St.-Florian-Kirche ist sie jetzt Gotteshaus der polnischen römisch-katholischen Kirche. Nach 1945 wurde das evangelische Gotteshaus an die katholische Kirche enteignet, die es 1946 neu weihte und ihm den Namen St. Florian gab.

## Schule
Über eine Schule in Pustamin gibt es die erste Nachricht im Jahr 1751. Um 1850 war die Schule zu klein, und es musste im Blick auf die steigenden Schülerzahlen eine zweite Klasse eingerichtet werden.
Das bis 1945 als Schulhaus benutzte Gebäude stammte aus den Jahren 1861/62. Es lag gegenüber dem Gutsinspektorenhaus und hatte Einliegerwohnungen für zwei Lehrerfamilien. Letzter deutscher Lehrer war Ernst Griep.

## Persönlichkeiten

### Söhne und Töchter des Ortes
- Bruno Groth (1926–2018), deutscher Keramiker und Maler

### Mit dem Ort verbunden
- Theodor Gustav Harder (1762–1811), evangelischer Pfarrer in Pustamin
- Karl Thom (1900–1935), evangelischer Pfarrer in Pustamin